# Municipio de Sharlow
El municipio de Sharlow (en inglés: Sharlow Township) es un municipio ubicado en el condado de Stutsman en el estado estadounidense de Dakota del Norte. En el año 2010 tenía una población de 55 habitantes y una densidad poblacional de 0,59 personas por km².

## Geografía
El municipio de Sharlow se encuentra ubicado en las coordenadas 46°40′34″N 98°54′22″O / 46.67611, -98.90611. Según la Oficina del Censo de los Estados Unidos, el municipio tiene una superficie total de 93.89 km², de la cual 93,78 km² corresponden a tierra firme y (0,12 %) 0,11 km² es agua.

## Demografía
Según el censo de 2010, había 55 personas residiendo en el municipio de Sharlow. La densidad de población era de 0,59 hab./km². De los 55 habitantes, el municipio de Sharlow estaba compuesto por el 100 % blancos. Del total de la población el 0 % eran hispanos o latinos de cualquier raza.